# 나애심
나애심(羅愛心, 1930년 10월 26일 ~ 2017년 12월 20일)은 대한민국의 가수 겸 배우이다. 본명은 전봉선(全鳳仙)이다.

## 생애
나애심은 1930년, 일제강점기 평안남도 진남포에서 태어났다. 1947년 3월, 소련 군정 치하 조선민주주의인민공화국 평안남도 진남포에서 여고(6년제 진남포여학교)를 졸업 직후 같은 해(1947년) 8월 초순 당시, 미군정 임시 과도 정부 시대 서울로 월남하여 그 후 1949년 대한민국 서울에서 연극배우로 첫 데뷔하였고 1953년 노래 《밤의 탱고》로 가수 데뷔하였다.
나애심은 2017년 12월 20일, 향년 87세의 나이로 별세하였다.

## 작품

### 영화
- 1955년 《미망인 (과부의 눈물)》
- 1956년 《백치 아다다》
- 1958년 《종말 없는 비극》
- 1963년 《돌아오지 않는 해병》
- 1981년 《앵무새 몸으로 울었다》

## 가족 관계
- 오빠 전오승: 작곡가. 본명 전봉수.
- 조카 전영선: 영화 배우. 전오승 부부의 둘째 딸.
- 둘째 딸 김혜림: 가수